# مسجد خان (آیت الله بهبهانی)
مسجدعزیزالله خان گورویی(آیت الله بهبهانی)  مربوط به دوره قاجار است و در رامهرمز، جنب میدان آزادی واقع شده.این مسجد را عزیز الله گورویی  خان ایل دینارون و رامهرمز ساخت و این اثر در تاریخ ۱۰ خرداد ۱۳۸۲ با شمارهٔ ثبت ۹۱۴۷ به‌عنوان یکی از آثار ملی ایران به ثبت رسیده است.